# کریل، اسکاتلند
کریل (به انگلیسی: Crail) یک شهرک در اسکاتلند است که در فایف واقع شده‌است. کریل ۱٬۶۳۹ نفر جمعیت دارد.